# پیمان اسدی (واترپلو)

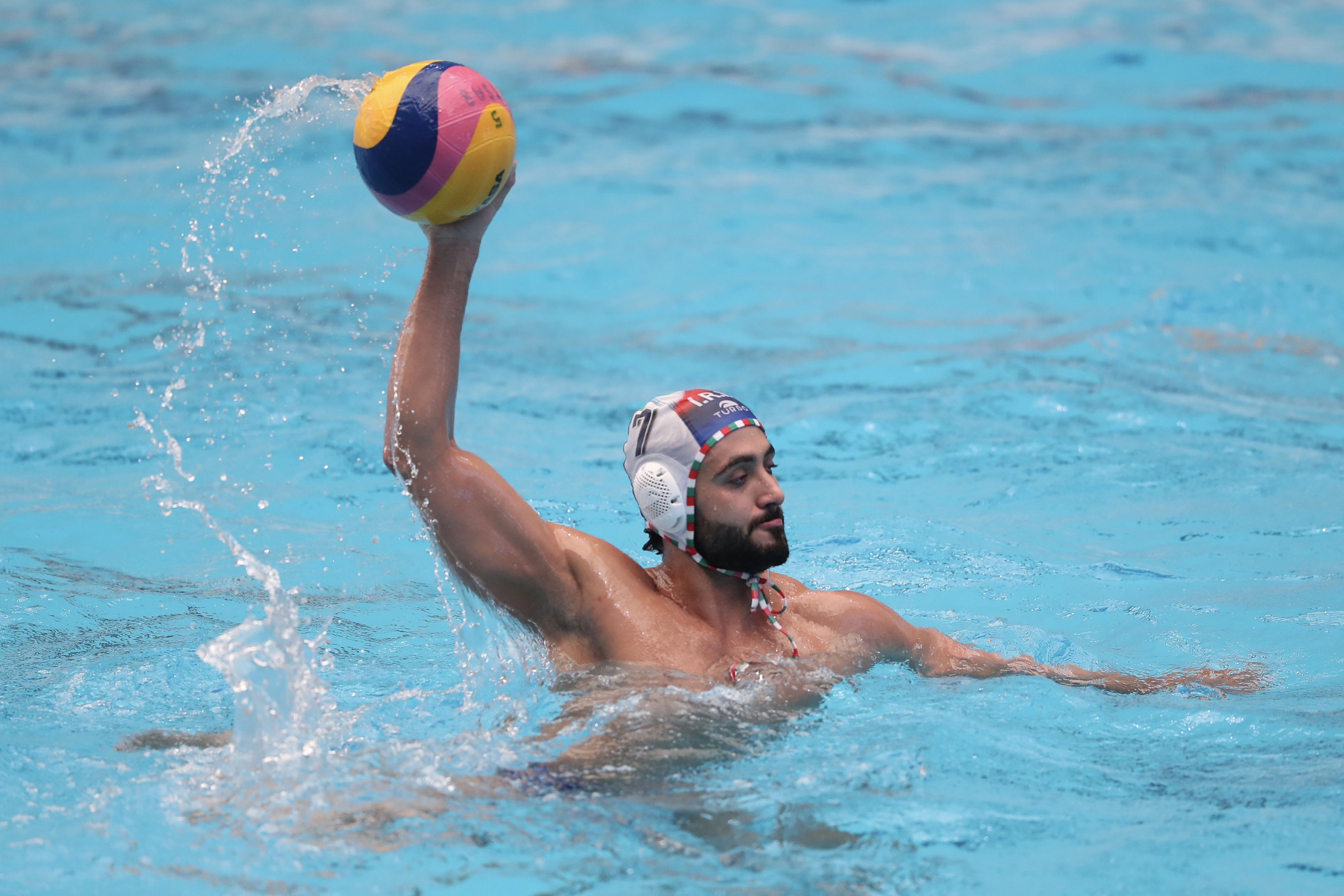
پیمان اسدی آقاجری بازیکن شماره ۷ تیم ملی واترپلو ایران

پیمان اسدی آقاجَری معروف به پیمان اسدی (زاده ‎۱۸ آذر ۱۳۷۵ در شهر دوگنبدان) بازیکن تیم ملی واترپلو ایران است. از افتخارات وی می‌توان به کسب مدال برنز در مسابقات واترپلو در بازی‌های آسیایی ۲۰۱۸ اشاره کرد.

## افتخارات بین المللی

### بازی های آسیایی
کسب مقام سومی در بازی های آسیایی ۲۰۱۸  جاکارتا در سال ۲۰۱۸ به میزبانی کشور اندونزی

### قهرمانی واترپولو آسیا
کسب مقام دومی در قهرمانی واترپولو آسیا در سال ۲۰۲۳ به میزبانی کشور سنگاپور

### بازی‌های همبستگی اسلامی
کسب مقام نایب قهرمانی بازی‌های همبستگی اسلامی ۲۰۱۷ باکو در سال ۲۰۱۷ به میزبانی کشور جمهوری آذربایجان

### قهرمانی جوانان آسیا
کسب مقام نایب قهرمانی در مسابقات قهرمانی جوانان آسیا در سال ۲۰۱۴ به میزبانی کشور اندونزی

### تورنمنت بین‌المللی
کسب مقام قهرمانی در تورنومنت بین‌المللی واترپولو در سال ۲۰۱۷ به میزبانی کشور سنگاپور

### بازیهای دریای کاسپین
کسب مقام سومی در مسابقات بازیهای دریای کاسپین در سال ۲۰۲۴ به میزبانی کشور روسیه

## تجربیات بین المللی

### بازی های آسیایی
حضور در مسابقات بازی های آسیایی ۲۰۲۲ هانگژو در سال ۲۰۲۳ به میزبانی کشور چین

### کاپ جهانی واترپولو
حضور در مسابقات کاپ جهانی واترپولو در سال ۲۰۲۴ به میزبانی کشور ترکیه
حضور در مسابقات کاپ جهانی واترپولو در سال ۲۰۲۳ به میزبانی کشور آلمان

### قهرمانی واترپولو آسیا
حضور در مسابقات قهرمانی واترپولو آسیا در سال ۲۰۲۵ به میزبانی کشور چین
حضور در مسابقات قهرمانی واترپولو آسیا در سال ۲۰۲۲ به میزبانی کشور  تایلند
حضور در مسابقات قهرمانی واترپولو آسیا در سال ۲۰۱۵ به میزبانی کشور چین

### جواز المپیک
حضور در مسابقات کسب جواز ورودی به المپیک ریو ۲۰۱۶ در سال ۲۰۱۵ به میزبانی کشور  چین

### فینا ترافی
حضور در مسابقات فینا ترافی در سال ۲۰۱۷ به میزبانی کشور مالت

### قهرمانی ورزشهای آبی آسیا
حضور در مسابقات ورزش های آبی آسیا در سال ۲۰۱۶ به میزبانی کشور ژاپن

### قهرمانی جوانان جهان
حضور در مسابقات قهرمانی واترپولو جوانان جهان در سال ۲۰۱۵ به میزبانی کشور قزاقستان

## افتخارات باشگاهی

### لیگ برتر واترپولو ایران
کسب مقام سوم لیگ برتر به همراه تیم نفت امیدیه در سال ۱۴۰۳
کسب مقام قهرمانی لیگ برتر به همراه تیم نفت امیدیه در سال ۱۴۰۲
کسب مقام سوم لیگ برتر به همراه تیم نفت امیدیه در سال ۱۴۰۱
کسب مقام نایب قهرمانی لیگ برتر به همراه تیم دانشگاه آزاد در سال ۱۴۰۰
کسب مقام قهرمانی لیگ برتر به همراه تیم دانشگاه آزاد در سال ۱۳۹۹
کسب مقام قهرمانی لیگ برتر به همراه تیم باشگاه فرهنگی ورزشی پرسپولیس در سال ۱۳۹۸
کسب مقام نایب قهرمانی لیگ برتر به همراه تیم نفت امیدیه در سال ۱۳۹۶